# Sebastián Marset
Sebastián Enrique Marset Cabrera (Montevideo, 10 de abril de 1991) es un ciudadano uruguayo acusado de liderar una red internacional de narcotráfico y lavado de dinero. 
Marset ha sido señalado como el autor intelectual del asesinato del fiscal paraguayo Marcelo Pecci en 2022 y es buscado por múltiples países. En 2025, el gobierno de los Estados Unidos ofreció una recompensa por información que permita su captura.

## Biografía
Marset comenzó sus actividades criminales en el tráfico de marihuana. En 2013 fue arrestado en Uruguay tras recibir un cargamento de 450 kg vinculado a Juan Domingo Viveros Cartes, tío del expresidente paraguayo Horacio Cartes.
Confesó su participación y fue condenado a prisión. Cumplió condena en la cárcel de Libertad hasta su liberación en 2018.

### Expansión internacional y vínculos criminales
Tras su salida de prisión, se trasladó a Paraguay, donde fundó empresas como Total Cars, presuntamente utilizadas para el lavado de dinero. Estableció lazos con el clan Insfrán, aliado del PCC brasileño, y expandió sus operaciones a través de Bolivia y Brasil.
En 2021 fue arrestado en Dubái por portar un pasaporte paraguayo falso. Posteriormente fue liberado tras recibir un nuevo pasaporte uruguayo, en un hecho que derivó en una crisis política en Uruguay.

## Controversia del pasaporte uruguayo
Mientras estaba detenido en los Emiratos Árabes Unidos en noviembre de 2021, Marset solicitó un pasaporte uruguayo a través de su abogado Alejandro Balbi. La tramitación fue aprobada por la Cancillería, pese a advertencias del embajador uruguayo Álvaro Ceriani sobre su situación judicial.
Este episodio provocó un escándalo político en Uruguay y derivó en la renuncia de:
- Francisco Bustillo, ministro de Relaciones Exteriores.
- Luis Alberto Heber, ministro del Interior.
- Carolina Ache, vicecanciller, quien denunció presiones para destruir pruebas.[6]

En 2024, la Fiscalía uruguaya archivó el caso al considerar que la expedición del pasaporte no violó la normativa vigente.

## Marcelo Pecci
El 10 de mayo de 2022, el fiscal paraguayo Marcelo Pecci fue asesinado en Cartagena de Indias, Colombia, mientras se encontraba de luna de miel. Según las autoridades colombianas y paraguayas, Marset habría ordenado el crimen desde Bolivia.

## Operaciones policiales y situación actual

### Allanamiento en Bolivia
En julio de 2023, la policía boliviana allanó una de sus residencias en Santa Cruz de la Sierra, incautando armas, vehículos de lujo y animales exóticos. Marset logró escapar antes de ser capturado.

### Operación A Ultranza PY
La Fiscalía paraguaya lo vincula como líder de la red criminal desarticulada durante la Operación A Ultranza PY, que combatió el tráfico de drogas y el lavado de dinero.
El 22 de mayo de 2025, su esposa Gianina García Troche fue extraditada desde España a Paraguay, acusada de encabezar operaciones de blanqueo a través de la empresa Total Cars por montos superiores a USD 130,000. Fue recluida en el penal de Viñas Cué.

### Cargos
En mayo de 2025, el Departamento de Estado de los Estados Unidos ofreció una recompensa de 2 millones de dólares por información que permita su captura, en el marco del programa Transnational Organized Crime Rewards Program.
Simultáneamente, el Departamento de Justicia de los Estados Unidos presentó cargos por lavado de dinero a través del sistema financiero estadounidense.

## Paradero
A la fecha, el paradero actual de Sebastián Marset sigue siendo desconocido. Es considerado uno de los narcotraficantes más buscados de Sudamérica.